# 挪威牛油危機

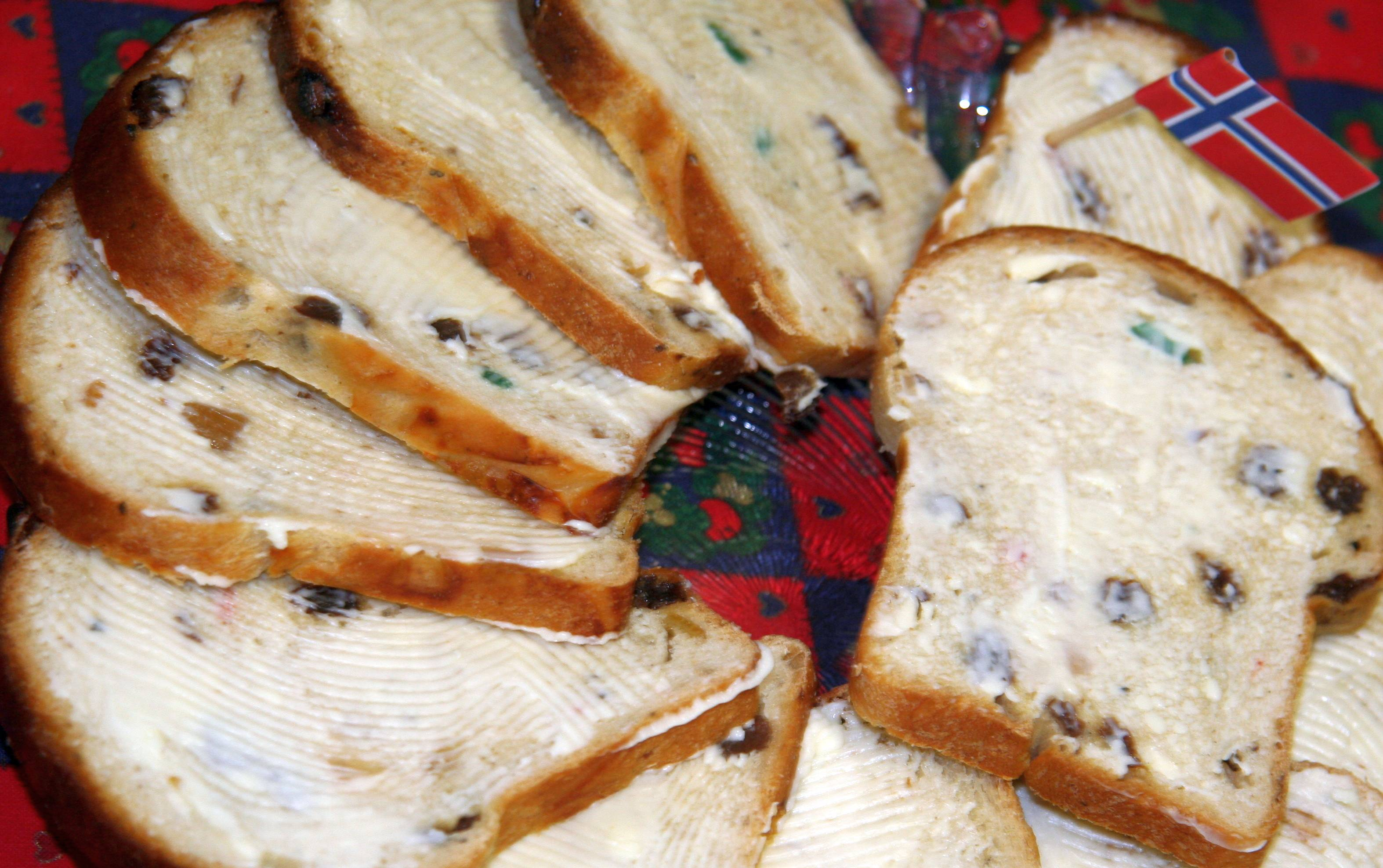
據挪威的民族傳統，人們會在聖誕節前製作各種糕點，這激發了牛油的需求。

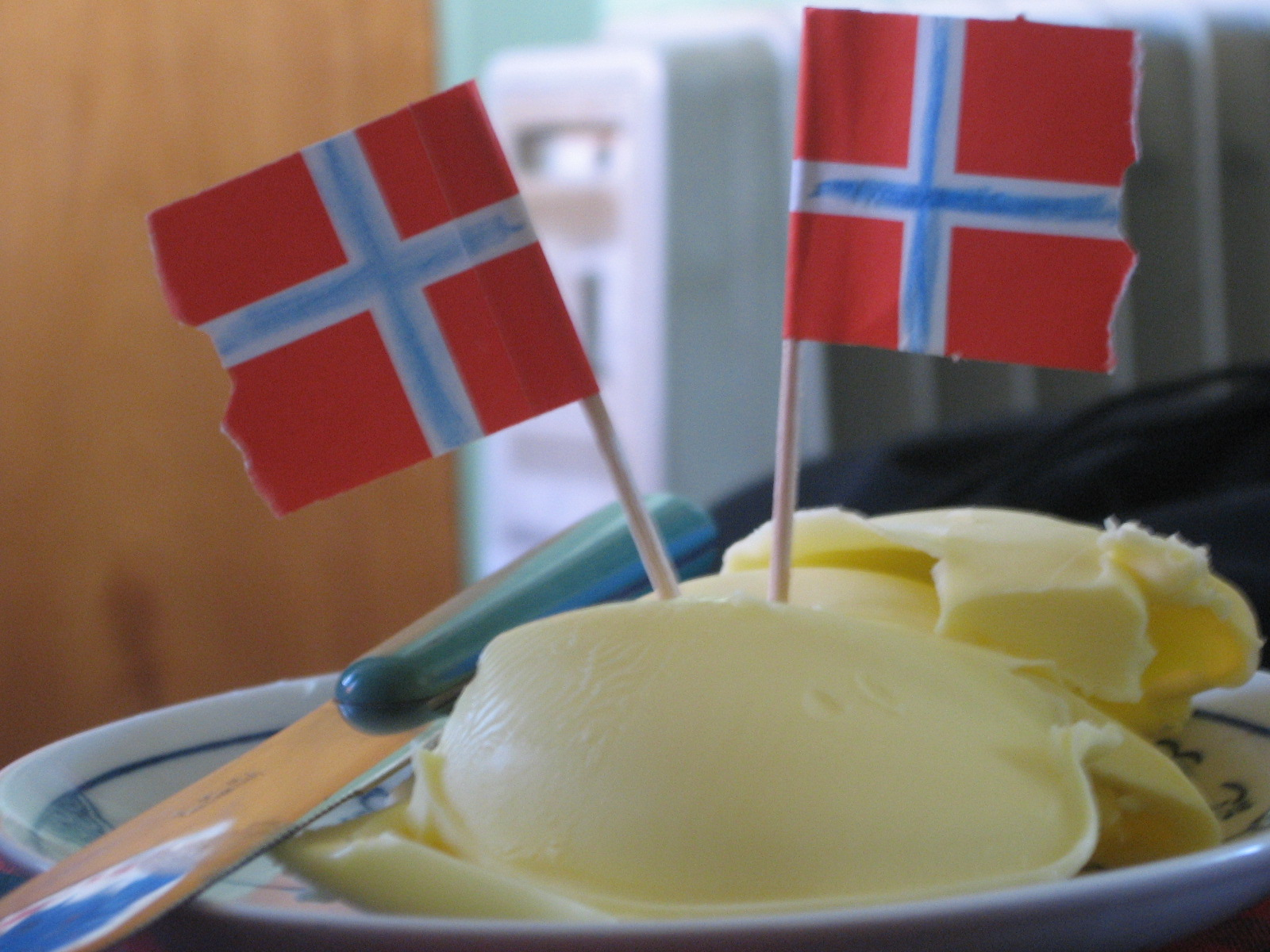
這次的牛油危機令挪威牛油價格急升。

挪威牛油危機（英語：Norwegian butter crisis）是由在2011年下旬期间挪威境內牛油供應短缺及價格急升的現象。這次的牛油荒歸咎於天氣因素、挪威政府對奶製品的入口限制以及該國漸漸改變的飲食習慣。這危機終使得牛油價格暴升，甚至與銀價看齊，並造成4.3千萬克朗的經濟損失。民眾因而要求政府改革現有的農業政策。

## 成因
挪威人素有於聖誕節前製作至少7種糕點的習俗，寓意能渡過甜蜜聖誕，這傳統增加了對牛油的需求。然而，2011年夏季的大雨令動物飼料失收，牛奶產量較去年大減2千萬公升，牛油價格開始上漲。隨著聖誕節即將到來，人們開始大量購買牛油。同時，挪威近年興起的低碳水化合物飲食更令大眾對牛油的需求有增無減。一份統計指，在2010年至2011年間，民眾對於牛油的需求就增加了三成。這種種的因素令牛油的銷量快速增長﹕在10月，該國的牛油銷售量上升20%，而在11月更增至30%。
在需求上升的同時，市場的運作更加劇這場牛油荒。挪威企業Tine幾乎壟斷全國的牛油供應，該國近九成的牛油也是由他們生產的。儘管如此，由於這企業未有事前通知奶農增加產量和過度出口的關係，他們所生產的牛油還是未能滿足本地需求。據報導，挪威每日的牛油短缺量為500至1000噸。另一方面，自二次大戰起，政府為保障本地農民的利益而向進口的奶製品設立高昂的關稅，這措施令挪威市面上的牛油大多由本地供應，而進口的牛油價格則极高。在12月中，250克的丹麥牛油市值300克朗（約50美元）。

## 反應及後果
牛油的奇缺使該產品的價格暴漲，報導指有人願意以與銀價看齊的3000克朗（約500美元）來購買500克的牛油，亦有人從德國偷運90公斤牛油入境而被捕。為解決這場危機，Tine要求挪威政府降低關稅以進口更多牛油，奥斯陆地区的挪威民众大都越境赴瑞典采购，一些挪威民众甚至要求其在冰岛的亲戚朋友采取邮寄黄油的方式来应对。隨後，奧斯陸政府決定把關稅從每克25克朗下調至4克朗。不過，這政策的成效受到質疑，Tine的發言人指牛油的供應量要到翌年1月才回復正常。
鄰國瑞典試圖協助挪威化解這場危機，瑞典的一些超級市場宣佈只要挪威的民眾願意到其門市，他們就會提供免費的牛油。奶製品商人卡爾·克里斯汀·蘭德指示其公司須增加奧斯陸和克里斯蒂安桑的牛油供應。在瑞典東南部接壤城鎮斯維納松德，商舖大幅增加牛油的供應量，數量為平常的20倍。同時，丹麥製作電視節目呼籲國民向挪威捐贈牛油。最終，電視台替他們的鄰國籌得4000包牛油。丹麥的跨境機場和碼頭免稅店設置大量牛油存貨供挪威人購買。
牛油危機還觸發人們對政治的不滿。有挪威民眾指責Tine壟斷本地市場，促請政府改革。右翼組織指政府的農業政策失當導致此次的牛油荒。這場的危機終造成4.3千萬克朗的經濟損失，進步黨因而要求壟斷市場的Tine為此負責任。

## 資料來源
1. 1 2 3  . 明報. 2011-12-15  [1-9-2015]. （原始内容存档于2016-03-04）.
2. 1 2 3  Andersen, Audrey. . The Guardian. 2011-12-14  [2012-01-01]. （原始内容存档于2013-04-25）.
3. 1 2  . The Daily Telegraph. 2011-12-14  [2012-01-01]. （原始内容存档于2020-06-10）.
4. ↑  . Metro. 2011-12-14  [2011-11-28]. （原始内容存档于2012-12-04）.
5. 1 2 3  . The Scotsman. 2011-12-15  [2012-01-01]. （原始内容存档于2012-01-10）.
6. ↑  Langton, James. . The National (Abu Dhabi). 2011-12-17  [2011-12-28]. （原始内容存档于2016-06-06）.
7. ↑  Hovland, Kjetil Malkenes. . The Wall Street Journal. 2011-12-19  [2011-12-28]. （原始内容存档于2019-12-06）.
8. ↑  Kirkbak, Jesper. . B.T. 11-12-2011  [6-1-2012]. （原始内容存档于2020-11-17） （丹麦语）.
9. ↑  Berglund, Nina. . newsinenglish.no. 8-12-2011  [2011-12-28]. （原始内容存档于2021-01-25）.
10. 1 2  . 中华人民共和国商务部网站. 2011-12-07.
11. ↑  Malkenes Hovland, Kjetil. . The Wall Street Journal. 2011-12-19  [2011-12-28]. （原始内容存档于2013-01-09）.
12. ↑  Andersen, Audrey. . The Irish Times. 2011-12-20  [2012-01-01]. （原始内容存档于2011-12-21）.
13. ↑  . The Local. 2011-12-19  [2012-01-01]. （原始内容存档于2012-01-07）.
14. ↑  Mellingsater, Olaf. . CNN. 2011-12-13  [2012-01-01]. （原始内容存档于2016-03-08）.
15. ↑  Charter, David. . The Times. 2011-12-14  [2012-01-01].[永久]
16. ↑  FrP Requires Tine to Pay for Butter Crisis in Norway （页面存档备份，存于）, 12-3-2012